# 676
سنة 676 م كانت سنة كبيسة تبدأ يوم الثلاثاء (الرابط يظهر نموذج التقويم الكامل للسنة) من التقويم اليولياني. بدأت تسمية السنة ب676 منذ العصور الوسطى المبكرة، عندما أصبح تقويم أنو دوميني هو الأسلوب السائد في أوروبا لتسمية السنوات.

## مواليد
- رقية بنت الحسين
- يوحنا الدمشقي الراهب والقديس السوري في القرن الثامن

## وفيات
- أديوداتوس الثاني
- كلوفيس الثالث